# Lewis Burton
 Lewis Burton  (nacido el 23 de marzo de 1992) es un tenista profesional británico.

## Carrera
Su mejor ranking individual es el Nº 626 alcanzado el 19 de marzo de 2012, mientras que en dobles logró la posición 261 el 13 de agosto de 2012.
No ha logrado hasta el momento títulos de la categoría ATP ni de la ATP Challenger Tour, aunque sí ha obtenido varios títulos Futures tanto en individuales como en dobles.